# US F1 Team
US F1 Team (pełna nazwa Team US F1) – amerykański zespół wyścigowy, który miał zadebiutować w Formule 1 w sezonie 2010.

## Historia
W czerwcu 2008 roku pojawiły się doniesienia o planowanym drugim zespole korzystającym z silników Hondy. Doniesienia były następstwem wizyty Amerykanina Kena Andersona (inżynier znany z serii CART i IRL, gdzie pracował dla zespołów Penske Racing, Chip Ganassi Racing i G Force, a przed laty był także związany z kilkoma zespołami F1: Williams, Ligier i Onyx) podczas wyścigu o Grand Prix Kanady, na który został zaproszony przez Hondę. Spotkał się także z władzami japońskiego zespołu, Rossem Brawnem i Nickiem Fryem. Już wtedy według Andersona projekt posiadał wsparcie kilku dużych Amerykańskich inwestorów. W lutym 2009 roku okazało się także, że za projektem oprócz Andersona stał dziennikarz Peter Windsor, który w przeszłości był menedżerem zespołu Williams. Max Mosley, ówczesny szef FIA w tym samym miesiącu powiedział, że zespół kontaktował się już z nimi, i należy go traktować jak najbardziej poważnie.
Zespół miał mieć siedzibę w kolebce NASCAR – Charlotte w Karolinie Północnej i europejski oddział w hiszpańskim Alcañiz. Miał być ekipą w pełni amerykańską i działać w myśl motto „Made In America”, a więc promować amerykańską technologię i amerykańskich kierowców wyścigowych. Jego pierwsza prezentacja odbyła się 24 lutego 2009. Mówiono, iż budżet wynosił 64 miliony dolarów i zatrudniono prawie 100 osób. USGPE chciał potwierdzić amerykańskiego kierowcę na sezon 2010. Kandydatami na objęcie funkcji kierowcy byli m.in.: Danica Patrick (gwiazda serii IndyCar), Scott Speed (jeździł wcześniej w Formule 1 w zespole Toro Rosso), Conor Daly (syn, Dereka, byłego kierowcy F1), Josef Newgarden, Graham Rahal, Marco Andretti i Kyle Busch, czołowy kierowca NASCAR. Rozmowy na temat startów w zespole prowadzili także: Jacques Villeneuve, Alex Wurz, Pedro de la Rosa, Franck Montagny i Jonathan Summerton. Możliwością startów w zespole interesował się także Sebastien Loeb.
Zespół planował, że ich pierwszy bolid Formuły 1 zostanie zbudowany do jesieni i będzie gotowy do pierwszej jazdy podczas zimowych testów przed następnym sezonem, które odbędą się po zniesieniu zakazu – w styczniu 2010 roku. Bolid miał zostać zaprojektowany za pomocą technologii CFD, a gotowy bolid miał być przetestowany w tunelu aerodynamicznym. FIA zgodziła się na ustępstwa, i pozwoliła zespołowi, by pierwsze testy bolidu odbył na torze Barber Motorsport Park w Alabamie w Stanach Zjednoczonych, a nie w Europie.
W początkowej fazie projektu zespół nazywał się USF1. W wyniku interwencji Formula One Management, właściciela praw do stosowania skrótu F1, jego nazwa została tymczasowo zmieniona na USGPE, do momentu przyznania miejsca w stawce Formuły 1. Bolid miał nosić oznaczenie US F1 Type 1 i miał być pomalowany na kolor niebieski, czyli taki, na jaki jeszcze w latach 60. malowano amerykańskie bolidy.
FIA 12 czerwca przedstawiła listę startową sezonu 2010, na której znalazły się trzy nowe ekipy: Campos Grand Prix, Virgin Racing i Team US F1.
23 września poinformowano, że zespół dołączył do Stowarzyszenia Zespołów Formuły Jeden (FOTA).
Na europejską bazę zespół wybrał tor Ciudad del Motor de Aragón w Hiszpanii, choć rozważano także Paul Ricard, nowoczesny obiekt położony we Francji.
26 stycznia 2010 zespół podpisał umowę na starty w sezonie 2010 z Argentyńczykiem José Maríą Lópezem. Argentyński kierowca, jego rodzina i Argentyński Związek Motorowy za starty Lopeza w zespole zapłacili 830 tysięcy dolarów.
W lutym, z powodu problemów finansowych zespół był zmuszony odłożyć testy zderzeniowe bolidu. Kilka dni później team poprosił FIA o możliwość opuszczenia czterech pierwszych wyścigów.
2 marca 2010 ogłoszono, że debiut zostanie opóźniony do 2011 roku, a prace nad bolidem zostały zawieszone. Dzień później szef zespołu Ken Anderson potwierdził, że amerykańska ekipa poprosiła FIA o odroczenie debiutu zespołu do sezonu 2011. Jeszcze tego samego dnia FIA ogłosiła, że US F1 Team zostaje wykreślony z listy startowej na sezon 2010.
10 czerwca 2010 odbyła się aukcja podczas której zlicytowano aktywa zespołu (m.in. niedokończony bolid) uzyskując w sumie 1 400 000 dolarów.
FIA, za niestawienie się w mistrzostwach, nałożyła na zespół grzywnę w wysokości 309 000 euro, która stanowi ekwiwalent opłaty wpisowej oraz nakazała zespołowi ponieść koszty procesu dyscyplinarnego. Dodatkowo wykluczyła zespół z jakichkolwiek mistrzostw organizowanych pod patronatem Federacji.